# ایل ماتینو
ایل ماتینو برای اولین بار در۱۶ مارس ۱۸۹۲ توسط روزنامه‌نگاران ادورادو اسکار فولیو و ماتیلده سرائو منتشر شد. اولین مقاله منتشر شده متعلق به کالتاگیرون ادیتوره بود.

## تاریخچه و مشخصات
ایل ماتینو در سال ۲۰۰۴ تیراژ روزانه‌اش ۸۷۷۷۷ نسخه بود. بر اساس داده‌های نظرسنجی سال ۲۰۰۸ از تحقیقات بیانیه مطبوعاتی، این روزنامه پرخواننده‌ترین روزنامه در کامپانیا بود و طبق گفته آدیوپرس، با ۹۷۵۰۰۰ خواننده در سال ۲۰۱۱ یکی از پرخواننده‌ترین روزنامه‌ها در جنوب ایتالیا بود در سال ۲۰۰۸، این روزنامه ۷۹۷۵۳ نسخه شمارگان داشت.